# Heľpa
Heľpa és un poble i municipi d'Eslovàquia que es troba a la regió de Banská Bystrica.

## Història
La primera menció escrita de la vila es remunta al 1549.

## Demografia
| Godina             | 1994 | 2004   | 2014   | 2024    |
| ------------------ | ---- | ------ | ------ | ------- |
| Nombre de persones | 3081 | 2945   | 2686   | 2393    |
| Diferència         |      | −4,41% | −8,79% | −10,90% |

| Godina             | 2023 | 2024   |
| ------------------ | ---- | ------ |
| Nombre de persones | 2398 | 2393   |
| Diferència         |      | −0,20% |